# Realverband
Ein Realverband ist eine Personenmehrheit zur gemeinschaftlichen Bewirtschaftung von Grundbesitz.

## Geschichte und Bedeutung
Realverbände werden auf germanisches Gemeinschaftsrecht zurückgeführt.
Das Präfix „Real-“ bezieht sich dabei auf den Grund und Boden als materiellen Besitz, was im englischen Sprachgebrauch als „real estate“ geläufiger ist. Sinn des Verbandes ist die gemeinsame Unterhaltung oder Bewirtschaftung von Grundbesitz wie Wegen, Gewässern oder Wäldern.
In Niedersachsen sind sie landesgesetzlich geregelt. Das niedersächsische Realverbandsgesetz (RealVG ND) fasst seit 1969 die altrechtlichen Waldgenossenschaften wie Interessenschaften, Realgemeinden, Forst-, Real-, Wege- und Holzgenossenschaften zusammen (§ 1 Nr. 1–7), lässt aber auch deren Neugründung in Gestalt von Unterhaltungs- und Bewirtschaftungsverbänden zu (§ 1 Nr. 8, §§ 48 ff.) und regelt deren Verfassung, Wirtschaftsführung sowie die staatliche Aufsicht durch die Landkreise und kreisfreien Städte. Gem. § 2 Abs. 1 RealVG ND sind sie Körperschaften des öffentlichen Rechts. Die bei Inkrafttreten des RealVG ND bestehenden Satzungen (Statuten) von Realverbänden mussten innerhalb von drei Jahren den Vorschriften des RealVG ND angepasst werden (§ 52). Mitglied des Realverbandes ist, wer Inhaber eines Verbandsanteils ist. Jedes Mitglied kann einen oder mehrere Anteile halten und ist zur anteiligen Nutzung des Verbandsvermögens berechtigt. Es wird unterschieden in „selbständige“ und „unselbständige“ Anteile, wobei die selbständigen durch Rechtsgeschäft übertragen werden können. Unselbständige Anteile beziehen sich dagegen auf unteilbaren Besitz wie z. B. gemeinsam genutzte Wege.

## Besonderheiten
Unter den verschiedenen Rechtsformen für Waldbesitzer gehört ein Realverbandswald gemäß Bundeswaldgesetz im Allgemeinen nicht zu Körperschaftswald. Die Stimmrechte richten sich nach der Anzahl der Anteile, im Gegensatz zu einer normalen Genossenschaft nach dem Genossenschaftsgesetz nicht nach Köpfen.